# Сонік Бум
«Сонік Бум» (англ. Sonic Boom) — американсько-французький мультсеріал за мотивами серії відеоігор «Sonic the Hedgehog». Перший серіал про Соніка в жанрі комп'ютерної анімації.

## Сюжет
Події мультсеріалу розгортаються в альтернативному всесвіті. У кожній серії розповідається окрема історія про їжака Соніка, лисеня Тейлза, їжачиху Емі та єхидну Наклза та їх протистоянню черговим підступним планам лиходія доктора Еґмана.

## Персонажі
Майже усі персонажі були озвучені тими ж акторами, що і в іграх, за винятком Тейлза: в мультсеріалі його озвучила Коллін Віллард.
- Сонік (озвучує Роджер Крейг Сміт) — головний герой, синій їжак, який може розвивати надзвукову швидкість. Лідер команди звірів.
- Тейлз (озвучує Коллін Віллард) — лисеня з двома хвостами, найкращий друг Соніка. Розбирається в техніці та має власний літак «Торнадо».
- Емі (озвучує Сінді Робінсон) — рожева їжачиха. Закохана у Соніка, але соромиться йому в цьому зізнатись.
- Наклз (озвучує Тревіс Віллінгем) — червона єхидна. Один з друзів Соніка.
- Доктор Еґман (озвучує Майк Поллок) — головний антагоніст серіалу, заклятий ворог Соніка та його команди, хоча їхня боротьба нагадує скоріше гру, ніж справжню війну. Інколи він об'єднуєтся з Соніком перед більш серйозною небезпекою. Його база знаходиться на вулкані, де він живе разом зі своїми роботами.
- Орбот та Кьюбот (озвучують Кірк Торнтон та Воллі Вінгерт) — роботи на службі в Еґмана.
- Вектор (озвучує Кіт Сілверштейн) — крокодил, ведучий місцевого телешоу.

## Українське озвучення

### Так Треба Продакшн (багатоголосе закадрове озвучення)
Ролі озвучували: Володимир Терещук, Роман Чупіс, Валентина Сова та Марина Локтіонова

### Студія 1+1 (дубляж)
Ролі дублювали:
- Сонік — Олександр Солодкий
- Тейлз — Дем'ян Бецко
- Наклз — Дмитро Тварковський
- Емі — Вікторія Бакун
- Стікс — Єлизавета Зіновенко
- Доктор Еґмен – Олексій Череватенко
- Орбот, Ті Дабл Ю Баркер – Олесь Гімбаржевський
- К’юбот – Юрій Кудрявець
- Дейв Інтерн — Дмитро Завадський
- Їжак Шедоу — Дмитро Терещук
- Зої — Катерина Буцька
- Номінатус — Андрій Альохін
- Чімп — Ярослав Чорненький, Михайло Кришталь
- Мер Фінк — Анатолій Зіновенко
- Тапір Марк — Андрій Соболєв
- Крокодил Вектор — Михайло Кришталь
- Процесний сервер, Бобер Джастін — Павло Скороходько
- Морфо — Михайло Жонін